# Сайиды (династия)
Сайиды — четвертая династия султанов Делийского султаната, правившая в 1414—1451 годах. Династия была основана Хизр-хан, бывшим губернатором Мултана. Сайиды сменили династию Туглакидов и правили Делийским султанатом до тех пор, пока их не вытеснила династия Лоди. Члены династии получили свой титул Сайид, будучи потомками исламского пророка Мухаммеда, основываясь на том, что они принадлежали к числу его прямых потомков через его дочь Фатиму и Али, зятя и двоюродного брата Мухаммеда.

## История
Хизр-хан занимал пост наместника Мултана в правление делийского султана Махмуд-шаха II. В 1395 году он поднял восстание против своего сюзерена, потерпел поражение и был взят в плен. Вскоре он смог бежать ко двору среднеазиатского завоевателя Тамерлана, которому он оказал большие услуги во время похода на Делийский султанат в 1398—1399 годах. После взятия и разграбления Дели Тамерлан вновь назначил Хизр-хана правителем Мултана в Пенджабе, но уже в качестве своего наместника. В 1405 году Хизр-хан предпринял первый поход на Дели, но был отбит. В 1414 году он осуществил второй поход на Дели, где правил с 1413 года афганский эмир Даулат-хан Лоди. 28 мая 1414 года Сайид Хизр-хан вступил в Дели и основал новую правящую династию Сайидов. Хизр-хан не принял титул султана и номинально продолжал являться вассалом Тимуридов — вначале Тамерлана, а затем его сына Шахруха. В правление династии Сайидов Делийский султанат оставался небольшим государством, их власть распространялась на Пенджаб, области Дели и Доаб.
В 1421 году после смерти Хизр-хана султанский престол унаследовал его сын Мубарак-шах (1421—1434). В течение своего правления Мубарак-шах, также не принявший титу султана, оставался вассалом династии Тимуридов и чеканил на своих монетах имя правителя Шахруха. Только в конце жизни он принял титул султана. Мубарак-шах осуществил много военных походов против своих соседей, но смог добиться подчинения только некоторых из них.
В феврале 1434 года Мубарак-шах был убит заговорщиками, во главе которых находился визирь Сарвал-уль-Мульк. На султанский престол был возведен Мухаммад-шах (1434—1445), сын Фарида и внук Хизр-хана. В его правление султанат подвергся вторжению султана Малвы Махмуд-шаха. Мухаммад-шах смог отразить это нападение при помощи крупного афганского эмира Бахлул-хана Лоди, который правил в Лахоре и Сирхинде, после чего султан попал под сильное влияние рода Лоди.
В январе 1445 года после смерти Мухаммад-шаха на султанский престол вступил его сын Алам-шах Ала ад-дин (1445—1451), который стал последним правителем Делийского султаната из династии Сайидов. Он фактически не обладал реальной властью. В апреле 1451 года Бахлул-хан Лоди захватил Дели. Алам-шах вынужден был отказаться от власти в его пользу. Алам-шах удалился из Дели в Бадаюн, где скончался в 1478 году.